# 伊万尼夫卡 (赫尔松区)
伊万尼夫卡（烏克蘭語：Іванівка），是烏克蘭南部赫爾松州赫尔松区达尔伊夫卡市镇内的村落。始建於十九世紀，面積1.1平方公里，海拔高度41米，2001年人口725，人口密度每平方公里658.5人。